# Hieronymus Jaegen
Hieronymus Jaegen (* 23. August 1841 in Trier, Rheinprovinz, Königreich Preußen; † 26. Januar 1919 ebenda) war ein deutscher katholischer Bankier, Parlamentarier und Mystiker.

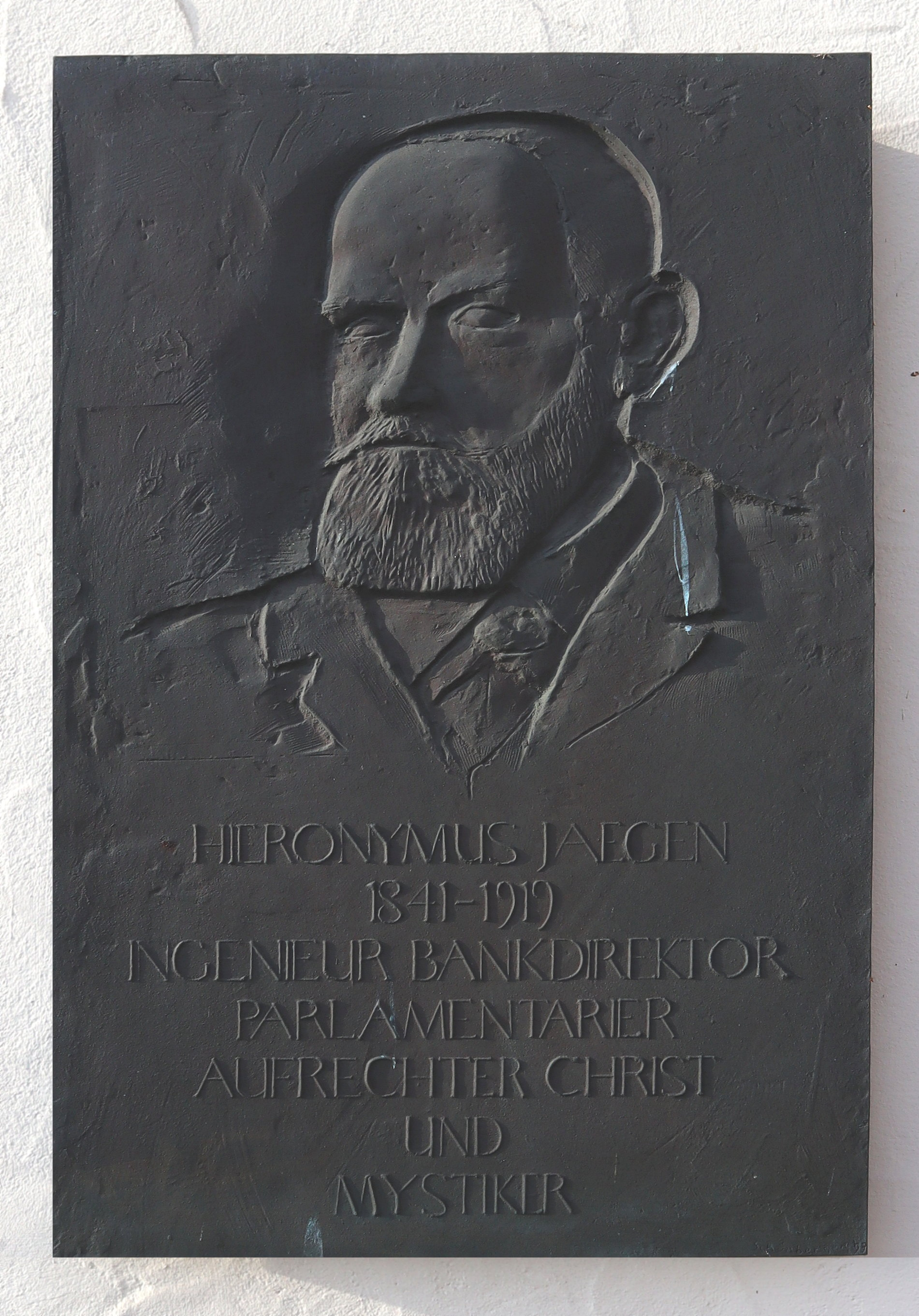
Gedenktafel am Ruländer Hof in Trier

## Leben

### Ausbildung
Jaegen wurde als Sohn eines Lehrers und einer Hausfrau aus einer Moselschifferfamilie im Trierer St. Paulusviertel geboren. Er besuchte in Trier nach der Volksschule zuerst das Gymnasium und dann die Provinzial-Gewerbeschule, die er 1859 mit der Reifeprüfung abschloss. Danach absolvierte er ein einjähriges Praktikum bei der Mosel-Dampfschiffahrts-Gesellschaft. Anschließend ging er nach Berlin zum Studium an das Königliche Gewerbeinstitut, aus dem die heutige Technische Universität Berlin hervorging. Seine Studienfächer waren Maschinenlehre, Bauwesen und Hüttenkunde. Wegen seiner guten Studienleistungen erhielt er im letzten Studienjahr ein Stipendium von 200 Talern vom preußischen Handelsministerium. Während seiner Zeit in Berlin lernte Jaegen den Theologen Eduard Müller kennen und wurde von ihm beeinflusst. Nach Studienabschluss begann Jaegen als Konstrukteur bei der Trierer Eisengießerei und Maschinenfabrik Eduard Laeis & Cie.

### Militärdienst
Nach fünfzehn Monaten Berufstätigkeit meldete er sich als Einjährig-Freiwilliger beim 29. Trierer Infanterieregiment, um seiner einjährigen Dienstpflicht zu genügen. Am Preußisch-Österreichischen Krieg des Jahres 1866 nahm er beim 29. Rheinischen Landwehrregiment aus Aachen unter anderem am 3. Juli 1866 an der Schlacht bei Königgrätz teil. Er kehrte dekoriert und als Sekondeleutnant aus dem Krieg zurück und fand nach kurzer Arbeitslosigkeit bei seinem alten Arbeitgeber wieder Anstellung als Konstrukteur. Die Firma betraute ihn zusätzlich mit anderen Aufgaben, die ihn in die Position eines Quasi-Geschäftsführers versetzten. Im Deutsch-Französischen Krieg von 1870/1871 tat er wieder Militärdienst, diesmal beim Trierer Landwehrregiment, das in Koblenz als Besatzung lag. Nach dem Krieg wurde er jedoch 1873 aus dem Militärdienst als Reservist entfernt. Grund hierfür war seine offene Unterstützung der katholischen Zentrumspartei, die im Regierungsbezirk Trier große Erfolge bei den Wählern erzielte. Der von Bismarck als Reichskanzler geführte Kulturkampf wandte sich gegen die Strukturen der Katholischen Kirche und Jaegen war eine laute Stimme der Gegnerschaft zu den Maigesetzen der Reichsregierung.

### Bankier und Abgeordneter
1879 schied Jaegen aus den Diensten der Firma Laeis aus und wurde in den Vorstand der neugegründeten Volksbank Trier berufen, der er 19 Jahre lang diente, um danach Mitglied des Aufsichtsrats der Bank zu werden. Von 1899 bis 1908 war er zweimal direkt gewählter Abgeordneter der Zentrumspartei im Preußischen Landtag in Berlin. Seine Tätigkeiten im Landtag wurden als die eines Hinterbänklers bezeichnet, der sich jedoch vehement und erfolgreich für die Belange seiner Heimatregion, die zum Teil ein Notstandsgebiet war, einsetzte. 1908 verzichtete er aus Alters- und Gesundheitsgründen auf eine erneute Kandidatur für den Landtag.

### Der tätige Katholik und der Mystiker
Jaegen hatte sich seit 1867 in verschiedenen Vereinigungen betätigt und dort wichtige Positionen bekleidet, so als Präsident der Harmonia, eines Vorläufers des heutigen Verbands der Katholiken in Wirtschaft und Verwaltung. Daneben organisierte er 33 Jahre lang die Trierer Fronleichnamsprozession. Er starb nach langer Krankheit in seiner Heimatstadt und wurde zunächst auf dem Hauptfriedhof Trier bestattet. 1959 fand er seine Ruhestätte in der Kirche Sankt Paulus in Trier.
Jaegen hielt seine mystischen Erfahrungen in mehreren Büchern fest. Sein Buch Der Kampf um das höchste Gut bezeichnete Edith Stein als „geeignet als Handbuch für das Laienapostolat“. Jaegens Schriften wurden beeinflusst von Mathias Joseph Scheeben und Giovanni Battista Scaramelli.
Berichten zufolge litt Jaegen jahrelang unter schweren Kopfschmerzen. Dabei handelte es sich möglicherweise um eine Temporallappenepilepsie, die auch seine mystischen Erfahrungen erklären könnte.

## Nachleben
1934 wurde unter dem Vorsitz des Moraltheologen Franz Peter Hamm eine Jaegen-Gesellschaft gegründet, die eine Seligsprechung Jaegens anstrebte. Sie gab die Schriften Jaegens neu heraus und verbreitete eine von Karl Sudbrack verfasste Jaegen-Biographie, die in einer Auflage von 10.000 Exemplaren gedruckt wurde. Den Nationalsozialisten waren diese Aktivitäten nicht genehm. Im Oktober 1935 erschien in der NS-Zeitschrift Das Schwarze Korps ein anonymer Artikel, in dem die Werke Jaegens als „Verirrung menschlichen Geistes“ bezeichnet wurden. Am 8. Mai 1939 wurde durch Bischof Franz Rudolf Bornewasser der Prozess der Seligsprechung eingeleitet, die Jaegen-Gesellschaft löste sich kurz darauf auf.
1948 wurde der Hieronymus-Jaegen-Bund gegründet, der sich bis heute für eine Seligsprechung einsetzt.
Am 26. Juni 2006 wurde der Abschluss des römischen Tugendprozesses erreicht. Papst Benedikt XVI. erkannte den heroischen Tugendgrad an. Damit kann Hieronymus Jaegen als Ehrwürdiger Diener Gottes bezeichnet werden.
Nach Jaegen ist seit 2001 auch die Hieronymus-Jaegen-Straße in Trier benannt, die in der Nähe seines damaligen Grabes in der Pauluskirche verläuft. Da die Kirche mittlerweile profaniert ist, wurde Jaegen im August 2018 in die Kirche St. Gangolf am Hauptmarkt umgebettet.

## Veröffentlichungen
- 1883: Der Kampf um die Krone. Anleitung zur christlichen Vollkommenheit (unter dem Pseudonym Julius Mercator).
  - 1908: 4. Auflage: Der Kampf um das höchste Gut. Anleitung zur christlichen Vollkommenheit inmitten der Welt.
  - 2005: Neuauflage: Herausgegeben, eingeleitet und kommentiert von Bernhard Schneider. Paulinus Verlag, Trier, ISBN 3-7902-0222-3.
- 1949: Das mystische Gnadenleben, 4. Auflage, herausgegeben und mit Anmerkungen versehen von Ignaz Backes. Kerle, Heidelberg.
  - 2011: Neuausgabe nach der 4. Auflage: Paulinus Verlag, Trier, ISBN 978-3-7902-0229-8.